# Список війн за участю Росії
У цій статті наведено неповний перелік війн та збройних конфліктів за участю Росії, російського народу та регулярної російської армії в періоди коли існували незалежні російські держави від античності до наших днів.
В переліку вказана назва конфлікту, дата, воюючі сторони, і його результат.
      Перемога Росії
      Поразка Росії
      Інший результат (Мирний договір або невизначений результат, статус кво, результат громадянської війни, невідомий результат)
      Незавершений конфлікт

## Велике князівство Московське
| Дата      | Конфлікт                                  | Перша сторона                                                                 | Друга сторона                | Результат                          |
| --------- | ----------------------------------------- | ----------------------------------------------------------------------------- | ---------------------------- | ---------------------------------- |
| 1380      | Куликовська битва                         | Московське князівство                                                         | Мамаєва Орда                 | Перемога                           |
| 1382      | Облога Москви (1382)                      | Московське князівство                                                         | Золота Орда                  | Поразка                            |
| 1425—1453 | Московська феодальна війна                | Юрій Дмитрович Василь Косий Дмитро Шемяка                                     | Василій ІІ Темний            | Василій ІІ зберіг свій престол     |
| 1467—1469 | Перша Казань                              | Велике князівство Московське                                                  | Казанське ханство            | Перемога                           |
| 1477—1478 | Московсько-новгородська війна (1477—1478) | Велике князівство Московське                                                  | Новгородська республіка      | Перемога Анексія Новгорода         |
| 1478      | Московсько-казанська війна (1478)         | Велике князівство Московське                                                  | Казанське ханство            | Збереження статусу-кво             |
| 1487      | Московсько-казанська війна (1487)         | Велике князівство Московське                                                  | Казанське ханство            | Перемога                           |
| 1480      | Стояння на ріці Угрі (1480)               | Велика Орда                                                                   | Велике князівство Московське | Завершення монголо-татарського іга |
| 1487—1494 | Московсько-литовська прикордонна війна    | Велике князівство Московське                                                  | Велике князівство Литовське  | Перемога                           |
| 1500—1503 | Московсько-литовська війна (1500—1503)    | Велике князівство Московське                                                  | Велике князівство Литовське  | Перемога                           |
| 1505—1507 | Московсько-казанська війна (1505—1507)    | Велике князівство Московське                                                  | Казанське ханство            | Збереження статусу-кво             |
| 1507—1508 | Московсько-литовська війна (1507—1508)    | Велике князівство Московське                                                  | Велике князівство Литовське  | Перемога                           |
| 1512—1522 | Московсько-литовська Десятирічна війна    | Велике князівство Московське                                                  | Велике князівство Литовське  | Збереження статусу-кво             |
| 1521      | Кримський похід на Москву (1521)          | Кримське ханство Казанське ханство Ногайська Орда Велике князівство Литовське | Велике князівство Московське | Спустошення Московії татарами      |
| 1530—1531 | Московсько-казанська війна (1530—1531)    | Велике князівство Московське                                                  | Казанське ханство            | Перемога                           |
| 1534—1537 | Стародубська війна                        | Велике князівство Московське                                                  | Велике князівство Литовське  | Поразка, Москва втратила Гомель    |
| 1535—1552 | Московсько-казанська війна (1535—1552)    | Велике князівство Московське                                                  | Казанське ханство            | Перемога                           |

## Московське царство
Нижче наведено перелік війн за участю Московського Царства.
| Дата           | Конфлікт                                                           | Перша сторона | Друга сторона | Результат                                                                              |
| -------------- | ------------------------------------------------------------------ | --- | --- | -------------------------------------------------------------------------------------- |
| 1554–57        | Московсько-Шведська війна (1554–1557)                              | Московське царство | Королівство Швеція | Невизначений результат                                                                 |
| 1558–83        | Лівонська війна                                                    | Московське царство Касимовське ханство Лівонське королівство | Лівонська Конфедерація Річ Посполита (До 1569 Велике князівство Литовське) Данія-Норвегія Шведська імперія Запорозькі козаки Трансильванське князівство (Після 1577) | Поразка                                                                                |
| 1568–1570      | Московсько-Турецька війна (1568—1570)                              | Московське царство | Османська імперія Кримське ханство | Перемога                                                                               |
| 1581–1585 (98) | Сибірський похід Єрмака - Бій на Чувашевому мисі - Ірменська Битва | Московське царство · Козаки | Сибірське ханство | Перемога - Смерть Єрмака в 1585. - Сибірське ханство захоплене Москвою в 1598.         |
| 1590–1595      | Московсько-Шведська війна (1590–95)                                | Московське царство | Королівство Швеція | Перемога                                                                               |
| 1604–1605      | Похід Бутурліна в Дагестан                                         | Московське царство | Тарковське шамхальство Аварське ханство | Поразка                                                                                |
| 1605–1618      | Польсько-Московська війна (1605—1618)                              | Московське царство · Королівство Швеція (1609—1610) | Річ Посполита | Втрата Чернігівщини та Смоленщини в обмін на відмову поляків від російського престолу. |
| 1610–1617      | Іжорська війна                                                     | Московське царство | Шведська імперія | Поразка                                                                                |
| 1632–1634      | Смоленська війна                                                   | Московське царство | Річ Посполита | Поразка                                                                                |
| 1651–1653      | Російсько-Перська війна (1651—1653)                                | Московське царство | Перська імперія | Поразка                                                                                |
| 1652–1689      | Московсько-маньчжурський територіальний конфлікт                   | Московське царство · Козаки | Імперія Цін Кочосон | Поразка                                                                                |
| 1654–1667      | Польсько-Московська війна (1654—1667)                              | Московське царство · Гетьманщина | Річ Посполита Кримське ханство | Перемога                                                                               |
| 1656–1658      | Московсько-Шведська війна (1656—1658)                              | Московське царство | Шведська імперія | Невизначений результат                                                                 |
| 1658–1659      | Російсько-українська війна (1658—1659)                             | Московське царство | Гетьманщина Кримське ханство | Поразка                                                                                |
| 1676–1681      | Російсько-Турецька війна (1676—1681)                               | Московське царство | Османська імперія Кримське ханство | Невизначений результат                                                                 |
| 1686–1700      | Російсько-Турецька війна (1686—1700)                               | Московське царство · Габсбурзька монархія · Річ Посполита · Гетьманщина | Османська імперія Кримське ханство | Перемога                                                                               |
| 1700–1721      | Велика Північна війна                                              | Московське царство · Данія-Норвегія (1700, 1709) · Саксонія (1700–6, 1709) · Річ Посполита (1700–4, 1709–) · Гетьманщина (1700–8) · Ганновер (1715) · Британська імперія (1717–19) | Шведська імперія · Річ Посполита (1704–9) · Османська імперія · Гетьманщина (1708–9) · Британська імперія (1700, 1719–21)                                            | Перемога                                                                               |
| 1710–1713      | Московсько-турецька війна                                          | Московське царство | Османська імперія | Поразка                                                                                |
| 1717–1847      | Московсько-казахські територіальні конфлікти                       | Московське царство (Після 1721 року Російська імперія) · Башкири · Козаки-повстанці                                                                                                | Казахське ханство · Хівинське ханство · Киргизи | Евентуальна перемога                                                                   |

## Російська імперія
Нижче наведено перелік війн за участю Російської імперії.
| Дата      | Конфлікт                                               | Перша сторона | Друга сторона | Результат                                                                                         |
| --------- | ------------------------------------------------------ | --- | --- | ------------------------------------------------------------------------------------------------- |
| 1722–1723 | Російсько-Перська війна                                | Російська імперія Гетьманщина Вірменія Грузія | Персія Османська імперія | Перемога                                                                                          |
| 1733–1738 | Війна за польську спадщину                             | Поляки під проводом Августина III Російська імперія Габсбурзька монархія Саксонія Пруссія | Поляки під проводом Лещинського · Французьке королівство · Іспанія · Сардинське королівство                                                                                        | Невизначений результат                                                                            |
| 1735–1739 | Російсько-Австрійська-Турецька війна                   | Російська імперія Гетьманщина Габсбурзька монархія | Османська імперія Кримське ханство | Перемога - Перемога Російської імперії - Поразка Габсбурзької імперії                             |
| 1735–1740 | Башкирське повстання                                   | Російська імперія | Башкирські повстанці | Перемога - Повстання придушено                                                                    |
| 1741–1743 | Російсько-шведська війна (1741—1743)                   | Російська імперія | Швеція | Перемога                                                                                          |
| 1740–1748 | Війна за австрійську спадщину                          | Габсбурзька монархія Британська імперія Ганновер Голландська республіка Саксонія (1743–45) Сардинське королівство | Пруссія · Іспанія (1740—1746) · Російська імперія · Французьке королівство · Баварія (1741–45) · Саксонія (1741–42) · Неаполь та Сицилія · Генуезька республіка · Швеція (1741–43) | Поразка                                                                                           |
| 1756–1763 | Семирічна війна - Росія вийшла з війни в 1762 році.    | Французьке королівство · Габсбурзька монархія · Іспанія · Російська імперія · Швеція · Саксонія | Пруссія · Британська імперія · Ганновер · Брауншвейг · Португальська імперія · Гессен-Кассель · Шаумбург-Ліппе · Конфедерація ірокезів                                             | Білий мир - Поразка колишніх союзників Росії                                                      |
| 1768–1772 | Війна Барської конфедерації                            | Російська імперія | Французьке королівство · Барська конфедерація | Перемога                                                                                          |
| 1768–1774 | Російсько-турецька війна (1768—1774)                   | Російська імперія | Османська імперія Кримське ханство | Перемога                                                                                          |
| 1773–1775 | Повстання Пугачова                                     | Російська імперія | Уральські козаки Сільські повстанці Османська імперія | Перемога - Повстання придушено.                                                                   |
| 1787–1792 | Російсько-турецька війна (1787—1792)                   | Російська імперія | Османська імперія | Перемога                                                                                          |
| 1788–1790 | Російсько-шведська війна (1788—1790)                   | Російська імперія | Швеція | Невизначений результат                                                                            |
| 1792      | Російсько-польська війна (1792)                        | Російська імперія Тарговицька конфедерація | Річ Посполита | Перемога - Другий розділ Польщі                                                                   |
| 1796      | Російсько-перська війна (1796)                         | Російська імперія | Персія | Поразка                                                                                           |
| 1799–1802 | Війна другої коаліції - Росія покинула коаліцію в 1799 | Священна Римська імперія · Британська імперія · Російська імперія · Французькі роялісти · Португальська імперія · Королівство Обох Сицилій · Османська імперія | Франція Іспанська імперія Данія-Норвегія Польські легіони | Поразка                                                                                           |
| 1803–1806 | Війна третьої коаліції                                 | Священна Римська імперія Британська імперія Неаполітанське королівство Сицилійське королівство Російська імперія Османська імперія Мамлюки | Франція Іспанська імперія Данія-Норвегія Батавська республіка Польські легіони | Поразка                                                                                           |
| 1804–1813 | Російсько-перська війна (1804—1813)                    | Російська імперія | Персія | Перемога                                                                                          |
| 1806–1807 | Війна четвертої коаліції                               | Пруссія Британська імперія Саксонське курфюрство Російська імперія Королівство Швеція Сицилія | Франція Іспанська імперія Італійське королівство Королівство Голландія Неаполітанське королівство Рейнський союз Баварське королівство Польські легіони                            | Поразка                                                                                           |
| 1806–1812 | Російсько-турецька війна (1806—1812)                   | Російська імперія | Османська імперія | Перемога                                                                                          |
| 1808–1809 | Фінська війна                                          | Російська імперія | Королівство Швеція | Перемога                                                                                          |
| 1809      | Війна п'ятої коаліції - Галицька кампанія              | Франція Рейнський союз Італійське королівство Неаполітанське королівство Швейцарія Російська імперія | Австрія Британська імперія Сицилійське королівство Сардинське королівство | Перемога                                                                                          |
| 1812–1813 | Кахетинське повстання                                  | Російська імперія | Кахетинські повстанці | Перемога                                                                                          |
| 1812      | Франко-російська війна (1812)                          | Російська імперія | Франція | Перемога                                                                                          |
| 1813–1814 | Війна шостої коаліції                                  | Австрія · Пруссія · Королівство Швеція · Британська імперія · Російська імперія · Іспанська імперія · Португальська імперія · Неаполітанське королівство · Сардинське королівство | Франція | Перемога                                                                                          |
| 1815      | Війна сьомої коаліції                                  | Пруссія · Британська імперія · Російська імперія · Іспанська імперія · Португальська імперія · Об'єднані Нідерланди · Неаполітанське королівство · Сардинське королівство · Нассауське герцогство · Швейцарія · Французькі роялісти                                                        | Франція | Перемога                                                                                          |
| 1817–1864 | Кавказька війна                                        | Російська імперія (Козаки) Картлі-Кахетинське царство (до 1801) Гурійское князівство (до 1829) Князівство Сванетія (до 1859) Мегрельське князівство Абхазьке князівство Шамхальство Тарковське Аварське ханство (з 1802 по 1818 і з 1823) Газикумухське ханство (с 1820) Кюринське ханство | Кавказький емірат Черкесія Абхазькі повстанці Князівство Шапсугі Газикомухське ханство Дагестан Аварський каганат (1829—1859)                                                      | Перемога - Росія завоювала Північний Кавказ. - Капітуляція Імама Шаміляl - Етнічні чистки черкасс |
| 1821–1829 | Грецька революція                                      | Грецька республіка Французьке королівство Російська імперія | Османська імперія Єгипет Задунайська Січ | Перемога                                                                                          |
| 1826–1828 | Російсько-перська війна (1826—1828)                    | Російська імперія | Персія | Перемога                                                                                          |
| 1828–1829 | Російсько-турецька війна (1828—1829)                   | Російська імперія | Османська імперія | Перемога                                                                                          |
| 1830–1831 | Листопадове повстання                                  | Російська імперія | польські повстанці | Перемога                                                                                          |
| 1837–1847 | Повстання Касимова                                     | Російська імперія Киргизьке ханство Кокандське ханство | Казахське ханство · Бухарський емірат · Хівинське ханство | Перемога, повтання подавлено.                                                                     |
| 1839–1841 | Друга Єгипетсько-Османська війна                       | Британська імперія Австрійська імперія Російська імперія Османська імперія | Єгипетський еялет Франція Іспанська імперія | Перемога                                                                                          |
| 1847      | Вторгнення в Північний Киргизстан                      | Киргизькі племена під керівництвом Ормон хана Російська імперія | Казахське ханство | Перемога - Смерть Кенесари хана.                                                                  |
| 1853–1856 | Кримська війна                                         | Російська імперія | Французька імперія · Османська імперія · Британська імперія · Сардинське королівство                                                                                               | Поразка                                                                                           |
| 1863–1864 | Січневе повстання                                      | Російська імперія | Польські, Литовські та Українські повстанці | Перемога                                                                                          |
| 1877–1878 | Російсько-турецька війна (1877—1878)                   | Російська імперія · Болгарські волонтери · Румунія · Сербське князівство · Князівство Чорногорія | Османська імперія | Перемога                                                                                          |
| 1899–1901 | Боксерське повстання                                   | Японська імперія Британська імперія Російська імперія Франція США Німецька імперія Австро-Угорщина Королівство Італія | Їхетуані · Імперія Цін | Перемога                                                                                          |
| 1904–1905 | Російсько-Японська війна                               | Російська імперія Князівство Чорногорія | Японська імперія | Поразка                                                                                           |
| 1914–1918 | Перша світова війна                                    | Франція Британська імперія Російська імперія США Китай Королівство Італія Японська імперія Канада Австралія Нова Зеландія Британська Індія Південно-Африканський Союз Сербське князівство Румунське королівство Бельгія Греція Португалія Бразилія                                         | Німецька імперія Австро-Угорщина Османська імперія Болгарське царство | Поразка Росії                                                                                     |
| 1916–1934 | Повстання Басмачів                                     | Російська імперія (до 1917) · РСФРР (після 1917) · Туркестанська АРСР (після 1917) · Киргизька АСРР (після 1917) | Басмачі · Хівинське ханство · Бухарський емірат · Афганістан | Евентуальна Перемога                                                                              |

## РРФСР
Нижче наведено перелік війн за участю Російської Соціалістичної Федеративної Радянської Республіки.
| Дата      | Конфлікт                                  | Перша сторона                                                                       | Друга сторона | Результат |
| --------- | ----------------------------------------- | ----------------------------------------------------------------------------------- | --- | --- |
| 1917–1922 | Громадянська війна в Росії                | РСФРР · Далекосхідна республіка · Монгольські комуністи Махновці · Зелені повстанці | Білий рух · Республіка Горців Кавказу · Махновці · Зелені повстанці Британська імперія · Японська імперія · Чехословаччина · Грецьке королівство · Сполучені Штати Америки · Франція · Королівство Сербія · Румунське королівство · Італія · Китай Монголія | - Перемога Червоної армії в Росії, Україні, Білорусі, Північному Кавказі, Центральні Азії, Тиві та Монголії - Перемога прихильників незалежності в Фінляндії, Польщі, Литві, Латвії та Естонії |
| 1917–1921 | Радянсько-українська війна                | РСФРР · УСРР Махновці                                                               | УНР ЗУНР Німецька імперія (1918) | Перемога - Створення та закріплення УРСР |
| 1917–1920 | Казахська кампанія (1917–1920)            | РСФРР                                                                               | Алашська автономія | Перемога - Створення та закріплення КАСРР |
| 1918      | Радянсько-білоруська війна                | РСФРР БРСР                                                                          | БНР Польща | Перемога - Створення та закріплення БРСР |
| 1918      | Війна за незалежність Фінляндії           | РСФРР Червона Гвардія                                                               | Біла Гвардія Німецька імперія | Поразка |
| 1918–1920 | Війна за незалежність Латвії              | РСФРР ЛРСР                                                                          | Латвійська армія Естонська армія сили Анатолія Лівена Польща Литовська армія За підтримки союзних держав та угрупувань: VI Резервний корпус об'єднаний з Західно-російською доброволючую армією воювали на боці Латвії до вересня 1919                      | Поразка - Незалежність Латвії |
| 1918–1920 | Війна за незалежність Естонії             | РСФРР Естонські комуністи                                                           | Естонська армія Латвійська армія Британська імперія Білий рух Фінські, Датські та Шведські волонтери | Поразка - Незалежність Естонії |
| 1918–1919 | Литовсько-Радянська війна                 | РСФРР ЛБРСР                                                                         | Литовська Республіка | Поразка - Капітуляція Більшовиків з Литви |
| 1918–1920 | Грузинсько-Осетинський конфлікт (1918–20) | РСФРР Повстанці-осетини                                                             | Закавказька Федерація Грузія | Поразка - Повстання придушено |
| 1919–1921 | Польсько-радянська війна                  | РРФСР · УРСР · Білоруська РСР · Польревком                                          | Польща УНР | Ризький мир; Поділ України між Польщею та Росією. |
| 1919–1923 | Війна за незалежність Туреччини           | Туреччина РРФСР                                                                     | Греція Вірменія | Перемога - Створення Турецької республіки |
| 1920      | Вторгнення в Азербайджан                  | РРФСР АРСР                                                                          | Азербайджан | Перемога - Кінець АДР |
| 1921      | Вторгнення в Грузію                       | РРФСР АРСР Туреччина                                                                | Грузія | Перемога - Кінець ГДР |
| 1921      | Лютневе повстання                         | РРФСР                                                                               | Вірменія | Перемога - Аннексія Єревану |
| 1921–1922 | Повстання у Східній Карелії               | РРФСР                                                                               | Зелені повстанці Фінські волонтери | Перемога - Повстання придушено |

## СРСР
Нижче наведно перелік війн за участю Союзу Радянських Соціалістичних Республік
| Дата      | Конфлікт                                                                                              | Перша сторона | Друга сторона | Результат |
| --------- | --- | --- | --- | --- |
| 1924      | Тангусське повстання                                                                                  | СРСР | Тангусська Республіка | Мирний договір - Тангусси склали зброю |
| 1924      | Серпневе повстання                                                                                    | СРСР | Комітет по незалежності Грузії | Перемога - Повстання придушено |
| 1924      | Татарбунарське повстання                                                                              | СРСР На підтримку: Татарбунарський революційний комітет                                                                          | Румунське королівство | Поразка - Про-радянське повстання придушено |
| 1925–1926 | Уртатагайський конфлікт                                                                               | СРСР | Емірат Афганістан | Мирний договір - Афганістан змушений стримувати прикордонні рейди басмачів - Уртатагай захоплений, а потім повернений Афганістану |
| 1929      | Сіно-Радянський конфлікт                                                                              | СРСР | Китайська Республіка | Перемога |
| 1929      | Інтервенція Червоної армії у Афіганістан (1929) Частина Громадянської війни в Афганістані (1928–1929) | СРСР На підтримку: Аманулла-хан                                                                                                  | Басмачі Саккавісти | Поразка - Операція Червоної Армії в Афганістані не змінила ситуації в країні. - Нездатність відновити Аманулла-хана на посаді короля Афганістану |
| 1930      | Інтервенція Червоної армії у Афіганістан (1930)                                                       | СРСР | Басмачі | Перемога - Зменшення наступальних можливостей Басмачів |
| 1932      | Чеченське повстання 1932 року                                                                         | СРСР | Чеченські повстанці | Перемога - Повстання придушено |
| 1932–1941 | Радянсько-японські прикордонні конфлікти - Бої на Халхин-Голі                                         | СРСР МНР | Японська імперія Маньчжоу-го | Перемога |
| 1937      | Мусульманський бунт в Сіньцзяні                                                                       | Китайські солдати та Уйгури під керівництвом Шен Шицая СРСР Білий Рух                                                            | Китайська Республіка | Перемога - Шен Шицай дістав контоль над всім Сіньцзяном |
| 1937–1939 | Громадянська війна в Іспанії                                                                          | Друга іспанська республіка СРСР Мексика                                                                                          | Іспанські націоналісти Третій Рейх Королівство Італія Португалія                                                                          | Поразка - Кінець Другої Іспанської республіки - Підйом Франкістської Іспанії |
| 1939      | Німецько-радянське вторгнення до Польщі                                                               | Третій Рейх Словаччина СРСР | Польща | Перемога - Розділ Польщі між Третім Рейхом та СРСР |
| 1939–1940 | Зимова війна                                                                                          | СРСР | Фінляндія | - Анексія СРСР частини Фінляндії - Фінляндія залишається незалежною державою - Вихід СРСР з Ліги Націй |
| 1940      | Радянська окупація балтійських країн                                                                  | СРСР | Естонія Латвія Литва | Перемога - Включення країн Балтики до СРСР |
| 1941–1944 | Війна продовження                                                                                     | СРСР | Фінляндія Третій Рейх | Поразка |
| 1941–1945 | Німецько-радянська війна                                                                              | СРСР | Третій Рейх Румунське королівство Угорське королівство Королівство Італія Болгарія Словацька Республіка                                   | Перемога - Кінець Третього Рейху - Створення ООН - Провідними країнами світу стають США та СРСР - Початок Холодної війни |
| 1944–1956 | Повстання в країнах Балтії                                                                            | СРСР | Естонія Латвія Литва | Перемога - Поразка Національно-визвольних угрупувань |
| 1944–1953 | Повстанська війна в Україні                                                                           | СРСР | УПА | Перемога - Поразка повстанців |
| 1944–1955 | Повстанська війна в Білорусі                                                                          | СРСР | БВА | Перемога - Поразка повстанців |
| 1945      | Радянсько-японська війна                                                                              | СРСР | Японська імперія | Перемога |
| 1946–1954 | Перша індокитайська війна                                                                             | В'єтмінь Патет Лао Кхмери Іссараки СРСР НДР                                                                                      | Франція Французький Індокитай Камбоджа (1953—1954) Лаос (1953—1954) В'єтнам (1949—1954)                                                   | Перемога - Поділ В'єтнаму на Північний та Південний. - Вихід французів з Індокитаю; Дипломатична незалежність В'єтнаму, Лаосу та Камбоджі. |
| 1947–1948 | Конфлікт на Байтак-Богдо                                                                              | СРСР МНР | Китай Казахи | Воєнна Поразка - Статус-кво |
| 1950–1953 | Корейська війна                                                                                       | Північна Корея КНР СРСР | ООН Південна Корея США Велика Британія | Припинення інтенсивних бойових дій. |
| 1953      | Східнонімецьке повстання                                                                              | СРСР НДР | Східнонімецькі демонстранти | Перемога - Повстання придушено. |
| 1955–1975 | Війна у В'єтнамі                                                                                      | Демократична Республіка В'єтнам · В'єтконг та ТРУ · Патет Лао · GRUNK (1970–1975) · Червоні кхмери · КНР · СРСР · Північна Корея | Південний В'єтнам США Південна Корея Австралія Нова Зеландія Лаос Камбоджа (1967–1970) Кхмерська Республіка (1970–1975) Таїланд Філіппіни | Перемога Виведення американських сил з Індокитаю - Перемога Північного В'єтнаму над Південним В'єтнамом - Розпуск Республіки В'єтнам - Комуністичні уряди беруть владу в Південному В'єтнамі, Лаосі та Камбоджі - Південний В'єтнам анексований Північним В'єтнамом.         |
| 1956      | Угорська революція (1956)                                                                             | СРСР ÁVH | Революціонери | Перемога - Повстання придушено. |
| 1968      | Вторгнення до Чехословаччини                                                                          | СРСР Болгарія НДР Угорщина ПНР                                                                                                   | Чехословаччина | Перемога - Московський протокол - Присутність радянський військ в Чехословаччині добігла свого кінця в 1991 році. |
| 1969      | Конфлікт на острові Даманський                                                                        | СРСР | КНР | Статус-кво |
| 1970      | Війна на виснаження                                                                                   | Єгипет СРСР | Ізраїль | Поразка |
| 1974–1991 | Війна за незалежність Еритреї                                                                         | Ефіопія Куба СРСР Ємен | ФВЕ НФВЕ | Поразка - Незалежність Еритреї |
| 1975–1991 | Громадянська війна в Анголі                                                                           | РЗЗА · Куба · СРСР · НОПЗА · УС                                                                                                  | Південна Африка · НСЗПНА · НФЗА · ФЗК | Мирний договір - Тристоронній договір - Вихід всіх іноземних військ з Анголи - Незалежність Намібії |
| 1977–1978 | Ефіопо-сомалійська війна                                                                              | Ефіопія Куба СРСР Ємен | Сомалі · ФВЗС | Перемога - Сомалі зіпсував всі стосунки з Другим світом. Винятком стали КНР та Румунія |
| 1979–1989 | Війна в Афганістані (1979—1989)                                                                       | СРСР Афганістан | Моджахеди Афганістану | Перемога афганських моджахедів. Військова та політична поразка СРСР. - Обмеженому контингенту радянських військ в Афганістані (ОКРВА) не вдалося подолати опір моджахедів. - Женевські угоди (1988). - Вивід радянських військ. - Початок громадянської війни в Афганістані. |
| 1981-1990 | Громадянська війна в Нікарагуа                                                                        | Нікарагуа СРСР Куба | Контрас США Аргентина Гватемала Гондурас                                                                                                  | Мирне врегулювання |

## Російська Федерація
Нижче наведено перелік війн за участю Російської Федерації.
| Дата      | Конфлікт                                | Перша сторона                              | Друга сторона                                                            | Результат |
| --------- | --------------------------------------- | ------------------------------------------ | ------------------------------------------------------------------------ | --- |
| 1991–1993 | Громадянська війна в Грузії             | Грузія Росія                               | Звіадисти                                                                | Перемога - Повстання придушено                                                                               |
| 1991–1993 | Війна в Абхазії                         | Росія Абхазія                              | Грузія                                                                   | Перемога - Абхазія стала де-факто маріонетковою державою                                                     |
| 1992      | Придністровський конфлікт               | ПМР Росія                                  | Молдова                                                                  | Перемога - Придністров'я стало де-факто маріонетковою державою                                               |
| 1992      | Осетинсько-інгуський конфлікт           | Росія Осетинські ополченці                 | Інгуські ополченці                                                       | Перемога - Етнічні чистки Інгушів                                                                            |
| 1992–1997 | Громадянська війна в Таджикистані       | Таджикистан Росія Узбекистан               | Об'єднана таджицька опозиція Талібан                                     | Мирний договір                                                                                               |
| 1994–1996 | Перша чеченська війна                   | Росія                                      | Ічкерія · Муджахіди                                                      | Поразка - Ічкерія стала де-факто незалежною державою                                                         |
| 1999      | Війна в Дагестані                       | Росія                                      | ІІБ                                                                      | Перемога |
| 1999–2009 | Друга чеченська війна                   | Росія                                      | Ічкерія · Муджахіди                                                      | Перемога - Росія повернула контроль над Ічкерією                                                             |
| 2008      | Російсько-грузинська війна              | Росія Південна Осетія Абхазія              | Грузія                                                                   | Перемога - Південна Осетія стала де-факто маріонетковою державою                                             |
| 2009–2017 | Збройний конфлікт на Північному Кавказі | Росія                                      | Ічкерія ІДІЛ (з 2015)                                                    | Перемога - Поразка повстанців                                                                                |
| 2014–н.ч. | Російсько-українська війна              | Росія - ДНР - ЛНР - Білорусь - Іран - КНДР | Україна - Швейцарія - Європейський Союз - НАТО - Південна Корея - Японія | Незавершений конфлікт - Російська анексія Криму - Війна на Донбасі - Відкрите Російське вторгнення в Україну |
| 2015–2024 | Інтервенція Росії в Сирію               | Росія Сирія Хезболла Іран Ірак             | Сирійська опозиція ІДІЛ · Армія завоювання                               | Поразка - Сирійська опозиція захопила владу в країні                                                         |